# Cotton Factory Club
 (juin 2022).
Si vous disposez d'ouvrages ou d'articles de référence ou si vous connaissez des sites web de qualité traitant du thème abordé ici, merci de compléter l'article en donnant les références utiles à sa vérifiabilité et en les liant à la section « Notes et références ».
Le Cotton Factory Club (en amharique : የጥጥ ፋብሪካ ክለብ), plus couramment abrégé en Cotton FC, est un ancien club éthiopien de football fondé en 1936 puis disparu en 2000 et basé dans la ville de Dire Dawa.
Évoluant au stade Dire Dawa, il était membre de la ligue nationale éthiopienne de football.

## Histoire
Le club est fondé en 1936. En 1960, 1962, 1963, 1965 et 1983, l'équipe remporte le Championnat d'Éthiopie.
Il disparait en 2000, après sa relégation de la 1ère division lors de la saison de football 1999-2000.

## Palmarès
| Compétitions nationales                                                     |
| --------------------------------------------------------------------------- |
| - Championnat d'Éthiopie (5) : - Champion : 1960, 1962, 1963, 1965 et 1983. |